# Golden Globe Awards 1972
Die 29. Verleihung der Golden Globe Awards fand am 6. Februar 1972 statt.

## Preisträger und Nominierungen

### Bester Film – Drama
Brennpunkt Brooklyn (The French Connection) – Regie: William Friedkin
- Die letzte Vorstellung (The Last Picture Show) – Regie: Peter Bogdanovich
- Maria Stuart, Königin von Schottland (Mary, Queen of Scots) – Regie: Charles Jarrott
- Sommer ’42 (Summer of ’42) – Regie: Robert Mulligan
- Uhrwerk Orange (A Clockwork Orange) – Regie: Stanley Kubrick

### Bester Film – Musical/Komödie
Anatevka (Fiddler on the Roof) – Regie: Norman Jewison
- Boyfriend (Ihr Liebhaber) (The Boy Friend) – Regie: Ken Russell
- Keiner killt so schlecht wie ich (A New Leaf) – Regie: Elaine May
- Hotelgeflüster (Plaza Suite) – Regie: Arthur Hiller
- Opa kann’s nicht lassen (Kotch) – Regie: Jack Lemmon

### Beste Regie
William Friedkin – Brennpunkt Brooklyn (The French Connection)
- Peter Bogdanovich – Die letzte Vorstellung (The Last Picture Show)
- Norman Jewison – Anatevka (Fiddler on the Roof)
- Stanley Kubrick – Uhrwerk Orange (A Clockwork Orange)
- Robert Mulligan – Sommer ’42 (Summer of ’42)

### Bester Hauptdarsteller – Drama
Gene Hackman – Brennpunkt Brooklyn (The French Connection)
- Peter Finch – Sunday, Bloody Sunday
- Malcolm McDowell – Uhrwerk Orange (A Clockwork Orange)
- Jack Nicholson – Die Kunst zu lieben (Carnal Knowledge)
- George C. Scott – Hospital (The Hospital)

### Beste Hauptdarstellerin – Drama
Jane Fonda – Klute
- Dyan Cannon – So gute Freunde (Such Good Friends)
- Glenda Jackson – Maria Stuart, Königin von Schottland (Mary, Queen of Scots)
- Vanessa Redgrave – Maria Stuart, Königin von Schottland (Mary, Queen of Scots)
- Jessica Walter – Sadistico (Play Misty for Me)

### Bester Hauptdarsteller – Musical/Komödie
Chaim Topol – Anatevka (Fiddler on the Roof)
- Bud Cort – Harold und Maude (Harold and Maude)
- Dean Jones – Die Million-Dollar-Ente (The Million Dollar Duck)
- Walter Matthau – Opa kann’s nicht lassen (Kotch)
- Gene Wilder – Charlie und die Schokoladenfabrik (Willy Wonka & the Chocolate Factory)

### Beste Hauptdarstellerin – Musical/Komödie
Twiggy Lawson – Boyfriend (Ihr Liebhaber) (The Boy Friend)
- Sandy Duncan – Star Spangled Girl
- Ruth Gordon – Harold und Maude (Harold and Maude)
- Angela Lansbury – Die tollkühne Hexe in ihrem fliegenden Bett (Bedknobs and Broomsticks)
- Elaine May – Keiner killt so schlecht wie ich (A New Leaf)

### Bester Nebendarsteller
Ben Johnson – Die letzte Vorstellung (The Last Picture Show)
- Tom Baker – Nikolaus und Alexandra (Nicholaus and Alexandra)
- Art Garfunkel – Die Kunst zu lieben (Carnal Knowledge)
- Paul Mann – Anatevka (Fiddler on the Roof)
- Jan-Michael Vincent – Nach Hause (Going Home)

### Beste Nebendarstellerin
Ann-Margret Olsson – Die Kunst zu lieben (Carnal Knowledge)
- Ellen Burstyn – Die letzte Vorstellung (The Last Picture Show)
- Cloris Leachman – Die letzte Vorstellung (The Last Picture Show)
- Diana Rigg – Hospital (The Hospital)
- Maureen Stapleton – Hotelgeflüster (Plaza Suite)

### Bester Nachwuchsdarsteller
Desi Arnaz junior – Red Sky at Morning
- Tom Baker – Nikolaus und Alexandra (Nicholaus and Alexandra)
- Timothy Bottoms – Johnny zieht in den Krieg (Johnny Got His Gun)
- Gary Grimes – Sommer ’42 (Summer of ’42)
- John Sarno – The Seven Minutes
- Richard Roundtree – Shaft

### Bester Nachwuchsdarstellerin
Twiggy Lawson – Boyfriend (Ihr Liebhaber) (The Boy Friend)
- Sandy Duncan – Die Million-Dollar-Ente (The Million Dollar Duck)
- Cybill Shepherd – Die letzte Vorstellung (The Last Picture Show)
- Janet Suzman – Nikolaus und Alexandra (Nicholaus and Alexandra)
- Delores Taylor – Billy Jack

### Bestes Drehbuch
Paddy Chayefsky – Hospital (The Hospital)
- John Hale – Maria Stuart, Königin von Schottland (Mary, Queen of Scots)
- Andy Lewis, David E. Lewis – Klute
- John Paxton – Opa kann’s nicht lassen (Kotch)
- Ernest Tidyman – Brennpunkt Brooklyn (The French Connection)

### Beste Filmmusik
Isaac Hayes – Shaft
- John Barry – Maria Stuart, Königin von Schottland (Mary, Queen of Scots)
- Michel Legrand – Le Mans
- Michel Legrand – Sommer ’42 (Summer of ’42)
- Gil Mellé – Andromeda – Tödlicher Staub aus dem All (The Andromeda Strain)

### Bester Filmsong
„Life Is What You Make It“ aus Opa kann’s nicht lassen (Kotch) – Marvin Hamlisch, Johnny Mercer
- „Long Ago Tomorrow“ aus Der wütende Mond (The Raging Moon) – Burt Bacharach, Hal David
- „Rain Falls Everywhere It Wants To“ aus The African Elephant – Alan Bergman, Marilyn Bergman, Laurence Rosenthal
- „Something More“ aus Honky – Bradford Craig, Quincy Jones
- „Theme from Shaft“ aus Shaft – Isaac Hayes

### Bester fremdsprachiger Film
Schlaf gut, Wachtmeister!, Israel – Regie: Ephraim Kishon
- Aus Liebe sterben (Mourir d'aimer), Frankreich – Regie: André Cayatte
- Chaykovskiy, Sowjetunion – Regie: L. Sadikova, Igor Talankin
- Claires Knie (Le genou de Claire), Frankreich – Regie: Éric Rohmer
- Der große Irrtum (Il Conformista), Israel – Regie: Bernardo Bertolucci

### Bester englischsprachiger ausländischer Film
Sunday, Bloody Sunday, Großbritannien – Regie: John Schlesinger
- Das rote Zelt (Krasnaja palatka), Italien, Sowjetunion – Regie: Michael Kalatosow
- Der Mittler (The Go-Between), Großbritannien – Regie: Joseph Losey
- Der wütende Mond (The Raging Moon), Großbritannien – Regie: Bryan Forbes
- Friends – Eine Liebesgeschichte (Friends), Großbritannien – Regie: Lewis Gilbert
- The African Elephant, Großbritannien – Regie: Simon Trevor

## Nominierungen und Gewinner im Bereich Fernsehen

### Beste Fernsehserie – Drama
Mannix
- Dr. med. Marcus Welby (Marcus Welby, M.D.)
- Medical Center
- O’Hara, U.S. Treasury
- Twen-Police (The Mod Squad)

### Bester Darsteller in einer Fernsehserie – Drama
Robert Young – Dr. med. Marcus Welby (Marcus Welby, M.D.)
- Raymond Burr – Der Chef (Ironside)
- Mike Connors – Mannix
- William Conrad – Cannon
- Peter Falk – Columbo

### Beste Darstellerin in einer Fernsehserie – Drama
Patricia Neal – Die Waltons (The Waltons)
- Lynda Day George – Kobra, übernehmen Sie (Mission: Impossible)
- Susan Saint James – McMillan & Wife
- Peggy Lipton – Twen-Police (The Mod Squad)
- Denise Nicholas – Room 222

### Beste Fernsehserie – Komödie/Musical
All in the Family
- Die Partridge Familie (The Partridge Family)
- Kennen Sie Flip Wilson? (Flip)
- Mary Tyler Moore (The Mary Tyler Moore Show)
- The Carol Burnett Show

### Bester Darsteller in einer Fernsehserie – Komödie/Musical
Carroll O’Connor – All in the Family
- Herschel Bernardi – Arnie
- Jack Klugman – Männerwirtschaft (The Odd Couple)
- Dick Van Dyke – The New Dick Van Dyke Show
- Flip Wilson – Kennen Sie Flip Wilson? (Flip)

### Beste Darstellerin in einer Fernsehserie – Komödie/Musical
Carol Burnett – The Carol Burnett Show
- Lucille Ball – Here’s Lucy
- Shirley Jones – Die Partridge Familie (The Partridge Family)
- Mary Tyler Moore – Mary Tyler Moore (The Mary Tyler Moore Show)
- Jean Stapleton – All in the Family

### Bester Fernsehfilm
The Snow Goose
- Die Waltons (The Waltons)
- Duell (Duel)
- Freunde bis in den Tod (Brian’s Song)
- The Last Child

### Bester Nebendarsteller in einer Serie, einer Miniserie oder einem Fernsehfilm
Ed Asner – Mary Tyler Moore (The Mary Tyler Moore Show)
- James Brolin – Dr. med. Marcus Welby (Marcus Welby, M.D.)
- Harvey Korman – The Carol Burnett Show
- Rob Reiner – All in the Family
- Milburn Stone – Rauchende Colts (Gunsmoke)

### Beste Nebendarstellerin in einer Serie, einer Miniserie oder einem Fernsehfilm
Sue Ane Langdon – Arnie
- Amanda Blake – Rauchende Colts (Gunsmoke)
- Gail Fisher – Mannix
- Sally Struthers – All in the Family
- Lily Tomlin – Laugh-In

## Cecil B. DeMille Award
Alfred Hitchcock

## Miss Golden Globe
Pamela Powell